# Saut Niagara
Le Saut Niagara est chute d'eau située dans la commune de Saint-Elie en Guyane. Considérée comme l'une des plus belles chutes du département, elle est aussi l'une des plus célèbres.